# بينغ راسيل
بينغ راسيل (بالإنجليزية: Bing Russell)‏ (و. 1926 – 2003 م) هو ممثل تلفزي، وممثل أفلام، وكاتب سيناريو أمريكي، ولد في براتلبورو، توفي في ثاوزند أوكس، كاليفورنيا، عن عمر يناهز 77 عاماً، بسبب سرطان.

## وصلات خارجية
- بينغ راسيل على موقع IMDb (الإنجليزية)
- بينغ راسيل على موقع أول موفي (الإنجليزية)
- بينغ راسيل على موقع قاعدة بيانات برودواي على الإنترنت (الإنجليزية)
- بينغ راسيل على موقع قاعدة بيانات الأفلام السويدية (السويدية)
- بينغ راسيل على موقع إن إن دي بي (الإنجليزية)
- بينغ راسيل على موقع قاعدة بيانات الفيلم (الإنجليزية)
- بينغ راسيل على موقعبيزبول رفرنس.كوم (الدوري الثانوي) (الإنجليزية)